# Aspirant sztabowy

Dystynkcje aspiranta sztabowego PSP noszone na ubiorze specjalnym.

Aspirant sztabowy (asp. sztab.) − najwyższy stopień w korpusie aspirantów Państwowej Straży Pożarnej. Niższym stopniem jest starszy aspirant, wyższym młodszy kapitan. Odpowiednik stopnia chorąży sztabowy w Straży Granicznej i Agencji Bezpieczeństwa Wewnętrznego. Odpowiednikiem tego stopnia w Policji jest aspirant sztabowy Policji.